# Katalanische Steinkisten

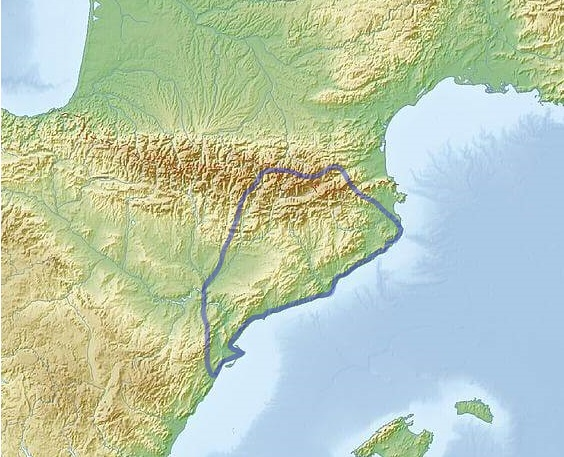
Verbreitung der Fossa Cultur

Die katalanischen Steinkisten der „Cultura de los sepulcros de fossa“ (kurz „Sepulcros de fossa“, deutsch „Grubengräberkultur“) aus dem 5. und frühen 4. Jahrtausend v. Chr. sind neben den Steinkisten vom Typ Chamblandes die ältesten ihrer Art und in großer Zahl in Katalonien in der Gegend um Barcelona in Spanien gefunden worden. 
Sie enthielten schmucklose Krüge und Schalen, einige davon mit röhrenförmigen Henkeln und Knubben, sowie Formen der Vasi-a-bocca-quadrata-Kultur. Die Formen ähneln auch denen der Chassey- und Lagozza-Kultur innerhalb der Chassey-Lagozza-Cortaillod-Kultur und entsprechen in etwa denen in Höhlen der ostspanischen Levante (Cova de l’Or) gefundenen. Zunächst wurden sie als Teil der Chassey-Kultur aufgefasst, die im benachbarten Südfrankreich aber keine Steinkisten errichtete. Die Grabbeigaben bestehen aus geschliffenen Beilen, Knochen, Muscheln und Perlen, Kernsteinen aus Feuerstein und Obsidian und trapezförmigen Pfeilspitzen.